# Eddy Etaeta
Eddy Etaeta (Papeete, 1º giugno 1970) è un allenatore di calcio ed ex calciatore francese,   nato a Tahiti Campione d'Oceania nel 2012.

## Carriera
Ha guidato il Tahiti alla vittoria contro ogni pronostico della Coppa d'Oceania 2012, battendo in finale 1-0 la Nuova Caledonia.
Grazie a questo storico traguardo ha potuto partecipare alla Confederations Cup in Brasile l'anno successivo, dove la sua squadra è stata eliminata con 0 punti dopo aver affrontato la Nigeria, la Spagna e l'Uruguay.
In totale è stato il commissario tecnico del Tahiti per 25 partite tra il 2010 ed il 2015.

## Palmarès

### Allenatore

#### Competizioni nazionali
Coppa d'Oceania: 1 
2012